# ARTV
ARTV es un canal de televisión por suscripción chileno de índole cultural con programación basada en reportajes nacionales e internacionales, operado por TVI.

## Historia
Fundado por Eduardo Tironi Barrios, inició sus transmisiones en abril de 1992 a través del canal 22 de TV Cable Intercom, la primera cableoperadora de Chile.[cita requerida]
En sus primeros años, su programación estaba basada en material extranjero, especialmente de las grandes productoras de programas culturales europeos, que incluía historia, arte, música, danza, y cine clásico. Poco a poco fue incorporando breves comentarios e introducciones a los programas emitidos, de manera de aportar una mirada propia y local.
En 1994, inició sus primeras incursiones en la producción propia, buscando ser una expresión activa de identidad y cultura nacional, otorgando de paso a los creadores audiovisuales chilenos un cauce para sus realizaciones.
ARTV comenzó a incursionar en la producción propia en 1994. Así surgen programas como: La belleza de pensar, con Cristián Warnken; El arte del cine, con David Vera-Meiggs; Música, con Fernando Rosas; Ballet, con Sara Nieto; El sillón verde, con Carolina Delpiano; Acto único, con Eduardo Guerrero; Invitación a la ópera, con Juan Antonio Muñoz Herrera, entre muchos otros.
A fines de 2008, TVI S.A. (empresa madre de los canales musicales Vía X, Zona Latina y Bang TV!) compró el canal y a partir de 2009, se renuevan sus soportes técnicos para mejorar la calidad de emisión, y al mismo tiempo, promueve un nuevo lineamiento editorial.
ARTV es miembro de TAL (Televisión América Latina), una red que agrupa a los canales culturales de Latinoamérica y mantiene relaciones de coproducción y difusión con Novasur del Consejo Nacional de Televisión, Cine Arte Alameda, Teatro Mori, Teatro de la Universidad de Chile, Fundación Albatros de Panamá, Fundación Nexos de la Alianza de las Civilizaciones, Señal Colombia, Canal (á) de Argentina y Deutsche Welle, esta última con más de 20 años de relación.
En la madrugada del 13 de julio de 2016, VTR saca definitivamente de su parrilla este canal junto a los de TVI y Filmocentro. Finalmente, después de tres años fuera de la grilla programática de VTR, el canal anunció que el 16 de agosto de 2019 se reincorporan los canales de TVI eliminando a los canales Antena 3 Internacional, TVE, América Internacional y El Trece Internacional HD.
En abril de 2020, ARTV realiza un cambio profundo de programación y estrenando nueva imagen, en la que su señal se transforma en la representación del arte y la cultura del nuevo Chile, dando voces a artistas independientes, curadores, y nuevos contenidos buscan conectar, congregar, crear comunidad y compartir entre los agentes culturales latinoamericanos.
Al mismo tiempo y con la renovación de su línea editorial, el 5 de mayo de 2022 se estrenó el documental chileno "Pank: orígenes del punk en Chile", dirigido por Martín Núñez y que muestra el nacimiento de este género musical contestatario en el Chile de los 80. Tanto fue su repercusión que la señal registró un promedio de 0,35 puntos, mientras que en el horario prime que comprende entre las 21:00 h y 23:00 h, subió a un 1,36 puntos, algo inédito en sus 30 años de existencia como canal.